# Cladorhiza corona
Cladorhiza corona är en svampdjursart som beskrevs av Lehnert, Watling och Stone 2005. Cladorhiza corona ingår i släktet Cladorhiza och familjen Cladorhizidae. Inga underarter finns listade i Catalogue of Life.